# ASIMO
ASIMO é um robô de  1 metro de altura e 15 skins nacional produzido pela Honda. Seu nome, curiosamente, não é uma referência ao escritor russo de ficção científica Isaac Asimov. Em japonês, ASIMO é pronunciado ashimo, que significa algo como "também com pernas". A sigla ASIMO em Ingles significa Advanced Step in Innovative Mobility ou seja Desenvolvimento Avançado em inovações para Mobilidade. Ele pode andar em superficies irregulares, virar-se, pegar em coisas e reconhecer pessoas através das suas cameras que funcionam como olhos.
O ASIMO foi atualizado pelos engenheiros da Honda, que levaram 17 anos de trabalho no seu desenvolvimento, os quais o ajustaram de tal forma que agora o ASIMO pode correr, com movimentos mais fluidos, atingindo 9 quilômetros por hora. A nova versão apresentada pela Honda em 11 de Dezembro de 2007, tem um sistema de comunicação que lhe confere a capacidade de trabalhar em equipe, partilhar informações e coordenar tarefas. Por causa do sistema de ligação desenvolvido, os robots partilham informações, como a sua localização ou a tarefa que desempenham. Além disso na nova versão, o Asimo ganhou mais sensores, que dão sensibilidade aos dedos para que ele seja capaz, por exemplo, de abrir uma garrafa térmica.

## Especificações
|                            | 2000, 2001, 2002                                                                    | 2004                                                         | 2005, 2007                                                   | 2011                                                         |
| -------------------------- | ----------------------------------------------------------------------------------- | ------------------------------------------------------------ | ------------------------------------------------------------ | ------------------------------------------------------------ |
| Massa                      | 54 kg (119 lb)                                                                      | 54 kg (119 lb)                                               | 54 kg (119 lb)                                               | 48 kg (106 lb)                                               |
| Altura                     | 120 cm (47,2 in)                                                                    | 130 cm (51,2 in)                                             | 130 cm (51,2 in)                                             | 130 cm (51,2 in)                                             |
| Comprimento                | 45 cm (17,7 in)                                                                     | 45 cm (17,7 in)                                              | 45 cm (17,7 in)                                              | 45 cm (17,7 in)                                              |
| Profundidade               | 44 cm (17,3 in)                                                                     | 37 cm (14,6 in)                                              | 37 cm (14,6 in)                                              | 34 cm (13,4 in)                                              |
| Velocidade de caminhada    | 1,6 km/h (0,994 mph)                                                                | 2,5 km/h (1,55 mph)                                          | 2,7 km/h (1,68 mph)                                          | 2,7 km/h (1,68 mph)                                          |
| Velocidade de corrida      | N/D                                                                                 | 3 km/h (1,86 mph)                                            | 6 km/h (3,73 mph) (reta) 5 km/h (3,11 mph) (circulando)      | 9 km/h (5,59 mph)                                            |
| Tempo de passada (passos)  | N/D                                                                                 | 0.05 segundos                                                | 0.08 segundos                                                | 0.08 segundos                                                |
| Bateria                    | Níquel-hidreto metálica 38.4 V, 10 Ah, 7,7 kg (17,0 lb) 4 horas para carga completa | Íon-lítio 51.8 V, 6 kg (13,2 lb) 6 horas para carga completa | Íon-lítio 51.8 V, 6 kg (13,2 lb) 6 horas para carga completa | Íon-lítio 51.8 V, 6 kg (13,2 lb) 6 horas para carga completa |
| Tempo em operação contínua | 30 minutos                                                                          | 40 minutos a 1 hora (andando)                                | 40 minutos a 1 hora (andando)                                | 1 hora (correndo/andando)                                    |
| Graus de liberdade         | 26 (cabeça: 2; braço: 5x2; mão: 1x2; pena: 6x2)                                     | 36 (cabeça: 3; braço: 7x2; mão: 2x2; torso: 1; pena: 6x2)    | 36 (cabeça: 3; braço: 7x2; mão: 2x2; torso: 1; pena: 6x2)    | 54 (cabeça: 3; braço: 7x2; mão: 13x2; torso: 2; pena: 6x2)   |
| Linguagens                 |                                                                                     |                                                              |                                                              | Inglês & Japonês                                             |
| Imagens                    |                                                                                     |                                                              |                                                              |                                                              |